# Calochortus barbatus
Calochortus barbatus là một loài thực vật có hoa trong họ Liliaceae. Loài này được (Kunth) Painter miêu tả khoa học đầu tiên năm 1911.